# Nicole Eisenman
Nicole Eisenman (Verdun, 1965) is een Amerikaanse kunstenares, vooral bekend voor haar maatschappijkritische olieverfschilderijen en beeldhouwwerken. Ze maakt ook installaties, tekeningen, etsen, lithografieën, monotypes en houtsneden.
Zij werd meerdere malen onderscheiden en wordt beschouwd als een van de toonaangevende hedendaagse figuratieve kunstenaars. Naast haar statements over de moderne maatschappij is haar feministisch en queer activisme een belangrijk aspect in haar kunst. Haar werken zijn zowel humoristisch als teder, niet polariserend maar confronterend, en getuigen van een humanistische en universalistische houding.
Eisenman woont in Brooklyn. Ze is moeder van twee kinderen.

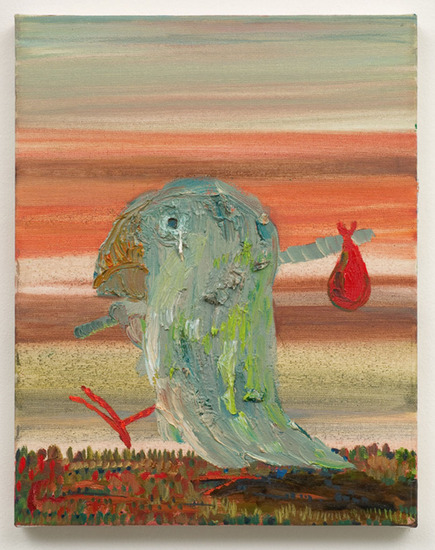
Misthoorn gaat op pad (2007)

## Biografie

###### Jeugd en opleiding
Nicole Eisenman werd geboren in 1965 in Verdun. Haar vader was een Amerikaanse psychiater die daar tijdelijk als militair psychiater voor het Amerikaans leger actief was.
Ze is van Duits-Joodse afkomst. Haar overgrootmoeder Esther Hamerman was een Poolse kunstschilderes. 
In 1970 verhuisde het gezin Eisenman van Frankrijk naar Scarsdale in de staat New York. Daar bracht ze haar jeugd door. Ze ging studeren aan de Rhode Island School of Design. In 1986 won ze de "Rome Award", waardoor ze een jaar in Rome kon studeren, waar ze kennis maakte met de schilderkunst uit de renaissance.
Ze studeerde in 1987 af met een Bachelor of Fine Arts in schilderen.

###### East Village
Onmiddellijk daarna verhuisde ze naar New York, waar ze in de kunstenaarskringen van de punkscene in East Village verbleef en zich vrij kon uiten als lesbische persoon. De volgende vijf jaar overleefde ze met allerlei baantjes, zoals marmerimitatie schilderen in hotellobby's en patina aanbrengen in een beddenfabriek.
Begin jaren '90 werd ze opgemerkt voor haar installaties met tekeningen en grote tijdelijke muurschilderingen. Die waren gekenmerkt door humor met maatschappijkritische inslag en kritiek op het beleid rond gender en seksualiteit.Ze kon met succes deelnemen aan nationale en internationale groepstentoonstellingen en exposeren in galerijen. Vooral door de bemiddeling van Jack Tilton, die haar als eerste vertegenwoordigde, kon ze vanaf 1992 van de kunst haar beroep maken. De volgende jaren won ze verschillende awards. In 1995 nam ze deel aan de Whitney Biënnale van New York.

###### Maatschappelijke thema's
Begin jaren 2000 verminderde de belangstelling voor haar werk. De onzekerheid als kunstenaar werd het belangrijkste thema van haar werk, wat zich op artistiek vlak vertaalde in een psychologische zoektocht naar de kunstenares in zichzelf en op de plaatsen die ze had bezocht, zoals de tekenschool en haar leven in East Village. Zij zocht naar nieuwe technieken en stijlen.
Tussen 2003 en 2009 gaf Eisenman les aan het Bard College in Annandale-on-Hudson.
Rond 2008 verlegde ze met succes het thema van zichzelf naar de wereld rond haar: de klimaatproblematiek, de armoede, maatschappelijke  problemen, het verlangen naar betere tijden.  Vanaf 2012 ging ze meer aandacht besteden voor de beeldhouwkunst en installaties met figuratieve beelden. Ze kwam terug op de voorgrond als kunstenares en won verschillende prestigieuze prijzen.
Na de verkiezing van Trump in 2016 werd de politieke situatie in de Verenigde Staten een cruciaal thema in haar werk. Haar belangrijkste werk in die tijd was "Procession" uit 2019 dat getoond werd op Whitney Biënnale.
Zij wordt ondertussen erkend als toonaangevend kunstenaar, met wereldwijde deelname aan grote tentoonstellingen, waaronder solotentoonstellingen zoals in Baden-Baden in 2017 en Londen in 2023. Ze wordt sinds 2019 vertegenwoordigd door het internationale huis Hauser & Wirth en verder door de galerijen Anton Kern in New York en Susanne Vielmetter in Los Angeles. Ze werkte eerder samen met Galerie Barbara Weiss.

## Werk
Het oeuvre van Eisenman bevat een grote verscheidenheid aan stijlen, maar wordt vooral gekenmerkt door het allegorisch karakter en de vermenging van autobiografische elementen met historische en fictieve verhalen die een statement geven over hedendaagse sociaal-politieke conflicten of maatschappelijke problemen in de moderne tijd. Ze doet dit met humor, komische elementen en strip- of cartooneske figuren waardoor de toeschouwer gemakkelijker geneigd is haar te volgen in haar feministisch wereldbeeld.

##### Schilderijen
Eisenmans figuratieve olieverfschilderijen bevatten vaak op speelse wijze elementen van seksualiteit, komedie en karikatuur, waarmee ze op een kritische, maar humoristische wijze commentaar geeft op de sociaal-politieke kwesties van het moment. Thema's zijn onder meer gender, identiteit en seksualiteit, de recente maatschappelijke en bestuurlijke onrust in de Verenigde Staten, de protesten rond Black Lives Matter en de impact van technologie op persoonlijke relaties en romantiek.
Hiervoor maakt ze dikwijls gebruik van verschillende stilistische en compositorische elementen uit de kunstgeschiedenis, van de renaissance tot het modernisme en speelt ze met kleuren en vormen om dieper naar het individu te kijken dan louter de raciale of seksuele identiteit.
Op de schilderijen van Eisenman komen vaak personages voor die zijn geïnspireerd op haar vrienden en haarzelf in situaties die zij observeert vanuit een cultureel en hedendaags perspectief.   
Naast grafische kunst wordt ze ook beïnvloed door strips, cartoons, punkrockcultuur en andere artiesten om haar heen. Het grootste deel van haar vroege werk werd geïnspireerd door Edvard Munch, Philip Guston en Amy Sillman. Het werk van Janine Antoni, Marlene Dumas, Kiki Smith en Nicola Tyson inspireerden haar in haar zoektocht naar een eigen eigen artistieke stem.    

##### Beeldhouwwerken

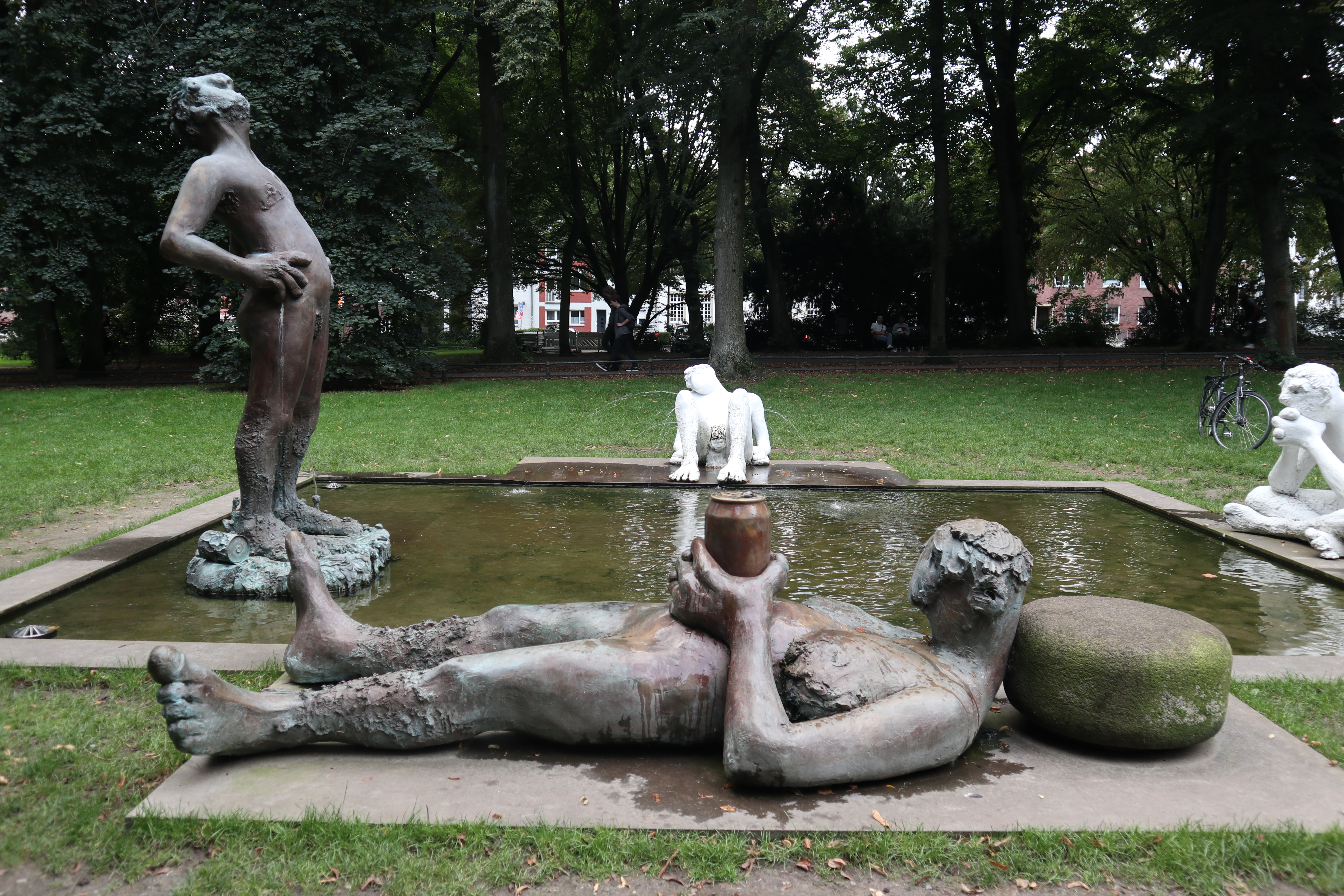
Sketch for a Fountain (Münster)

Eisenman maakt ook vreemde sculpturen.

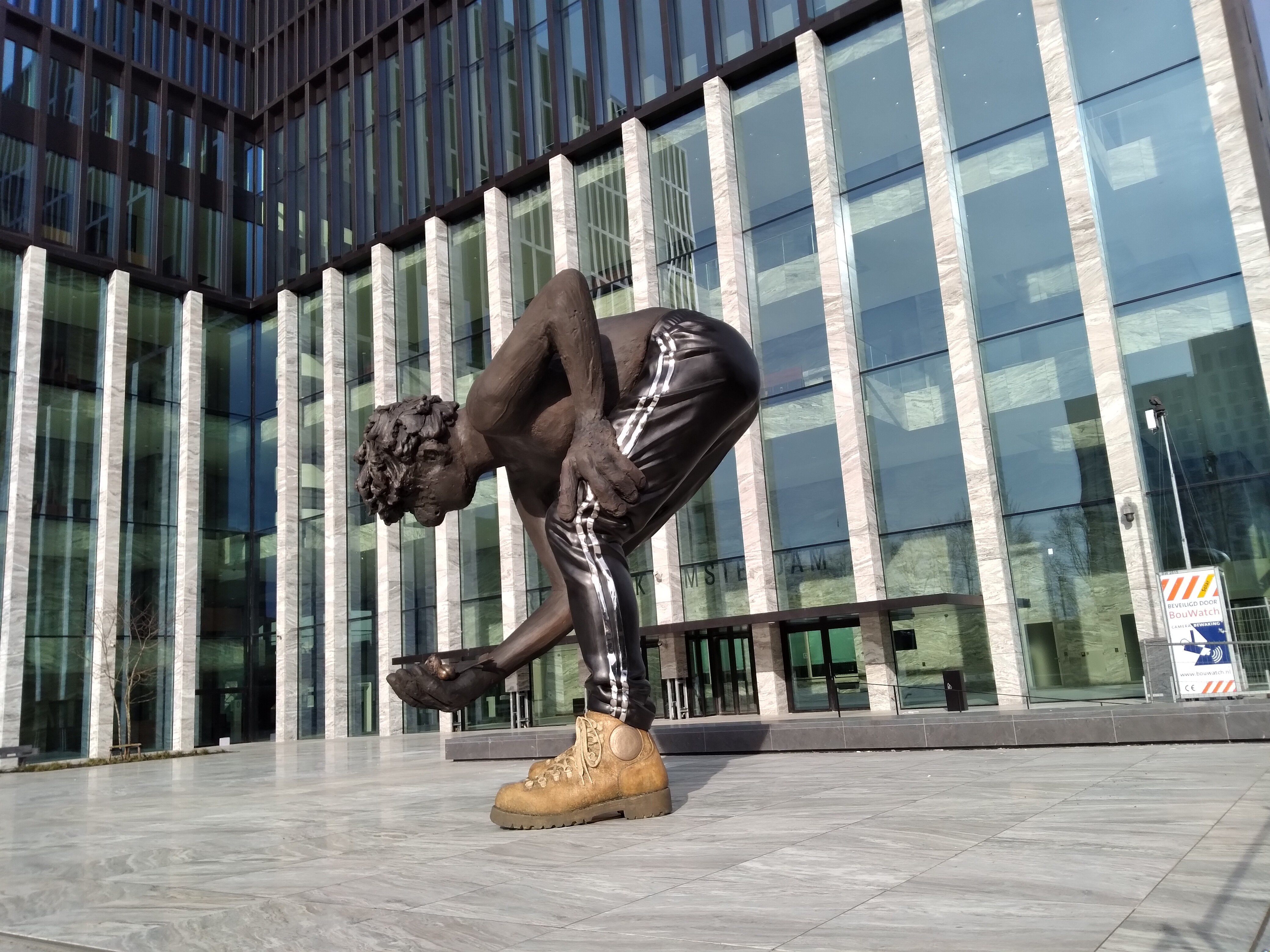
Love or generosity (2020), Amsterdam

Haar bronzen beeldengroep "Sketch for a Fountain", waaraan ze in 2012 begon, werd in 2017 tentoongesteld ter gelegenheid van "Sculpture Projects 2017" in Münster. De beeldengroep werd tijdens de tentoonstelling beklad, een van de hoofden van de vijf rustende figuren werd afgezaagd, een ander vertrapt, vermoedelijk wegens homofobie. Dit leidde tot een controverse en via fondsenwerving werd een exemplaar van "Sketch for a Fountain" aangekocht en dit bevindt zich sinds september 2021 definitief in Münster.Er zijn kleine verschillen met het origineel.
Het origineel van de beeldengroep werd in 2019 door het Nasher Sculpture Center verworven  De aankoop werd gefinancierd door het Kaleta A. Doolin Acquisitions Fund for Women Artists en The Green Family Collection.
Ook in een openbaar park in Boston bevindt zich een variant met de naam "Grouping of Works from Fountain".
In Amsterdam staat sinds 2020 haar 5 meter hoog beeld "Love or generosity", dat een poortwachter van het gerechtsgebouw uitbeeldt.

##### Veelzijdige kunstenares
Eisenman maakt ook installaties, tekeningen, etsen, lithografieën, monotypes en houtsneden. In haar composities verwerkt ze elementen uit de mediacultuur, zoals komische tekeningen, pornografie, het dagelijkse tv-leven en reclame. Daarbij maakt ze gebruik van verschillende schilderstijlen toe, zoals de naïeve voorstellingen van Henri Rousseau, de gruwel van Goya of de karikaturen van Georg Grosz en James Ensor.
In 2019 viel ze op de Whitney Biënnale op met haar project "Procession", waar 9 reusachtige figuren een kar met vierkante wielen trekken.Hierin verwerkte ze diverse materialen.
In 2022 maakte ze een gigantische installatie "Makers' Muck" waarin de kunstenaar als pottenbakker omringd wordt door haar gemaakt of niet afgemaakt werk.

## Feminisme/Queer
Eisenman is lesbisch. Seksualiteit en identiteit, waarmee ze worstelt, zijn dikwijls een thema in haar werk. Ze stelt vrouwen  doorgaans voor als sterke figuren.Het onbegrip van haar vader voor haar identiteit heeft haar getekend. In een interview in 2016 met The New York Times zei Eisenman over haar genderidentiteit: "Ik ben genderfluïde, maar ik gebruik het voornaamwoord 'zij'. Ik geloof in een radicale verbreding van de definitie van 'zij'. Sinds 2019 is haar houding gewijzigd, ze noemt  zich zelf niet langer queer, maar lesbisch. Eisenman gebruikt voor zich zelf expliciet de voornaamwoorden ‘zij/haar’ en niet die/hen/hun’.
Zij is zeer actief in feministische en queer georiënteerde kunstevenementen en het thema komt dikwijls uitgebreid aan bod in haar interviews.
In 1994 en 1995 nam ze deel aan tentoonstellingen "Bad Girls" met Rachel Lachowitz en Janine Antoni. In deze organisatie kreeg een jonge generatie Amerikaanse vrouwelijke kunstenaars de kans om feministische standpunten te vertolken en maatschappijkritische uitspraken met een seksueel-feministische connotatie te doen. Er waren exposities in onder meer het Institute of Contempory Arts in Londen, het New Museum in New York en de New Wight Gallery in Los Angeles.   
In de tentoonstelling Shifting the Gaze  Painting and Feminismin 2010 in het Joods Museum van New York was haar schilderij "Seder" te zien.
Samen met A.L. Steiner is ze medeoprichter van het queer/feministische Ridykeulous, dat tentoonstellingen en evenementen organiseert die  betrekking hebben op de promotie van queer- en feministische kunst.
Eisenmans werk was aanwezig op de tentoonstelling "Women Painting Women" in 2022 in het Modern Art Museum of Fort Worth.

## Erkenning
Eisenman heeft talloze beurzen en prijzen ontvangen, waaronder  de Lois Comfort Tiffany Grant (1995), de Penny McCall Foundation Grant (1995), de Guggenheim Fellowship (1996), het Cabinet Magazine Paper sculpture project (2002), de Carnegie Prize (2013) , de Anonymous Was a Woman Award (2014)  en de Suzanne Deal Booth/FLAG Art Foundation Prize in 2020..
Ze ontving een MacArthur Fellowship 2015 voor haar inspanningen in "het reproduceren van de menselijke figuur, zodat het opnieuw de culturele betekenis krijgt die tijdens de opkomst van de abstractie in de twintigste eeuw naar de achtergrond was verdwenen" 
In 2018 werd ze verkozen tot lid van de American Academy of Arts and Letters.

## Tentoonstellingen (selectie)
De volledige lijst van tentoonstellingen waaraan ze in groep of solo heeft deelgenomen is vermeld op de website van Vielmetter Los Angeles, een van de galerijen die haar vertegenwoordigt.
Enkele bijzondere tentoonstellingen waren:
- 1990: Newhouse Center for Contemporary Art, Staten Island, New York: "Figuring Eros" (eerste groepstentoonstelling)[50]
- 1992 en 1993: Shoshana Wayne Gallery, Santa Monica (eerste solo-tentoonstellingen)[51]
- 1993: "Bad Girls," Institute of Contemporary Arts, London, UK[39]
- 1994: Jack Tilton Gallery[52]
- 1995: Centraal Museum Utrecht (eerste solo-tentoonstelling in het buitenland)[53]
- 1997: Whitney Biënnale: 'Exploding Whitney', een grootschalige muurschildering van een verwoest museum. In een installatie met tekeningen         nam ze een ironisch standpunt in over kunst en kunsthandel[54]

- 1998 en 2002: Shoshana Wayne Gallery, Santa Monica[55]
- 2007: Kunsthalle Zürich[56]
- 2007: Le Plateau (FRAC Île-de-France), Parijs [56]
- 2012: Whitney Biënnale: portretten[1][57]
- 2013: Berkeley Kunstmuseum, Matrix 248 (2013)[58]
- 2014:  Museum voor Moderne Kunst St. Louis (2014)  en Instituut voor Hedendaagse Kunst, Philadelphia (2014): "Dear Nemesis, Nicole Eisenman 1993–2013"[59]
- 2015: Joods Museum New York Seder [60]
- 2016: The New Museum, New York: Al-Ugh-Ories  [19]
- 2017: Secession, Wenen, Oostenrijk: Dark Light[61]
- 2017: Skulptur Projekte Münster [29]
- 2019: 58e Biënnale van Venetië [62]
- 2019: Whitney Biënnale 2019: "Procession" [63]
- 2019 Staatliche Kunsthalle Baden-Baden [64]
- 2021 Sturm und Drang, The Contemporary Austin: Sturm und Drang, Austin[65]
- 2021 Astrup Fearnley Museet, Oslo: "Reus zonder lichaam" [66]
- 2023  Whitechapel Gallery, Londen: "What Happened" [14] [67]

## Musea (selectie)
- Kunstinstituut van Chicago [68]
- Museum voor Moderne Kunst, New York [69]
- San Francisco Museum voor Moderne Kunst [70]
- Walker Art Center, Minneapolis [71]
- Whitney Museum voor Amerikaanse Kunst, New York [72]
- Kunsthalle Zürich [73]
- Het Joods Museum, New York [41]
- Smithsonian Amerikaans kunstmuseum [11]
- Museum voor Hedendaagse Kunst, Los Angeles[74]
- Nasher Sculpture Center [31]

- Denver Art Museum, Denver[75]
- Hammer Museum, Los Angeles[76]
- Herbert F. Johnson Museum of Art, Ithica, New York[77]

- Ludwig Museum, Keulen[78]

- Rose Art Museum, Brandeis University, Waltham[79]
- Centraal Museum Utrecht[80]
- Metropolitan Museum of Art, New York[81]
- Hall Art Foundation, Vermont [82]
- Tate Modern, Londen[83]

- Bibsys: 8039639
- Gemeinsame Normdatei: 12438630X
- International Standard Name Identifier: 0000 0000 7867 4946
- Library of Congress Control Number: no2007118918
- Nationale Bibliotheek van Israël: 987007448748405171
- Nederlandse Thesaurus van Auteursnamen: 146925327
- RKD-Nederlands Instituut voor Kunstgeschiedenis: 254611
- SNAC: w6445szd
- Système universitaire de documentation: 151927162
- Union List of Artist Names: 500124487
- Virtual International Authority File: 15703474
- WorldCat: E39PBJkHq9JQ7C9K97c7mxBXVC